# دفع حشرات

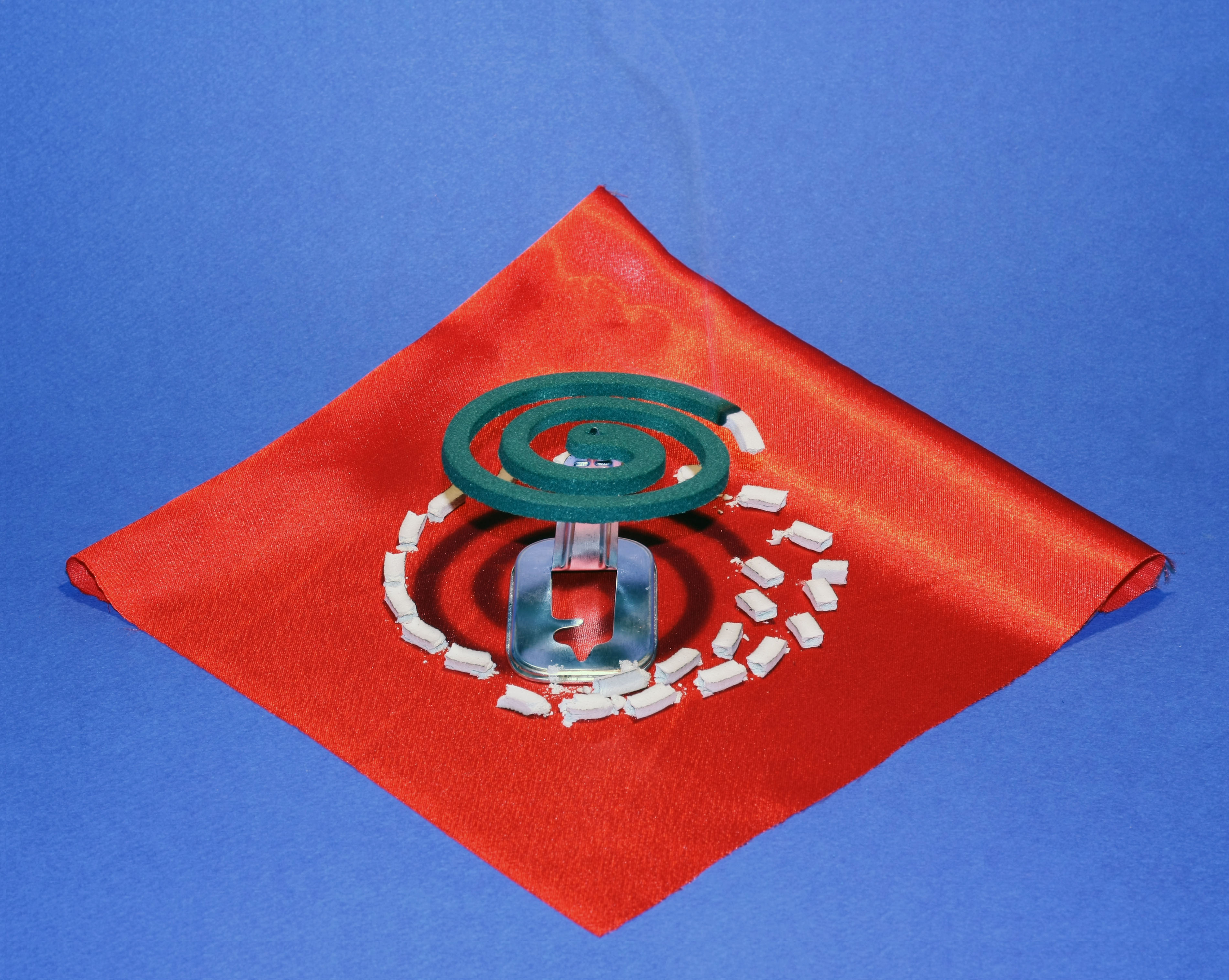
یک زغال دافع پشه در حال سوختن

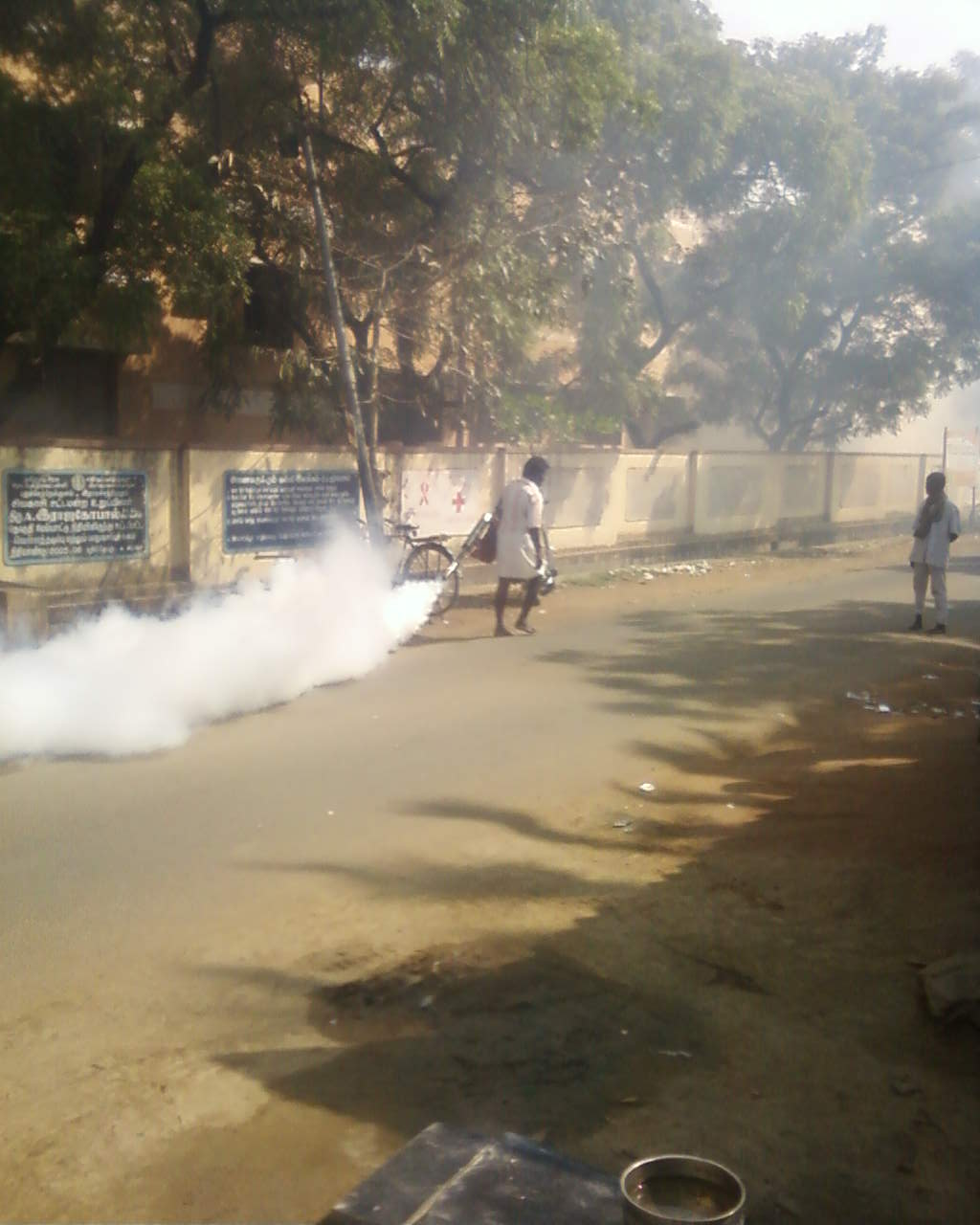
دوددهی جهت دفع پشه‌ها در هندوستان

دورکننده حشرات یا دافع حشرات (به انگلیسی: Insect repellent)، به استفاده از موادی گفته می‌شود که با اعمال بر روی پوست بدن، لباس یا دیگر سطوح موجب فراری دادن حشرات (یا به‌طور کلی بندپایان) می‌شوند. این روش‌ها با فراری دادن پشه، مگس، کک و کنه به‌طور مستقیم باعث کنترل بیماری‌هایی که این حشرات ناقلشان هستند می‌گردد.

## دفع‌کننده‌های معمول
توس (درخت)، دی‌ای‌ای‌تی، ایکاریدین، نپتالاکتون، پرمترین و روغن‌های سیترونلا، لیمواکالیپتوس، نییم و میریکا.

## دفع‌کننده‌های طبیعی
بسیاری از مواد طبیعی و گیاهان دارای این اثر دانسته شده‌اند اما در مورد میزان ثمربخشی اختلاف نظر وجود دارد. برخی از آن‌ها عبارتند از: ریحان، درخت نان، کافور، کارواکرول، روغن کرچک، کرفس، دارچین، رازیانه، سیر، اسطوخودوس، علف لیمو، مرزنگوش، اسید اولئیک، پونه (گیاه)، نعنای فلفلی، گل حشره‌کش، رومارن، روغن درخت چای و آویشن

## روش‌های غیرتهاجمی
شمع‌ها و روغن‌های طبیعی گوناگون برای دفع حشرات به بازار عرضه می‌شوند. محصولات تجاری دیگری نیز در بازار وجود دارد از جمله قرص‌های کوچکی که با حرارت دهنده الکترونیکی فعال می‌شود، بیشتر با نام تجاری ویپ مت شناخته شده‌است؛ زغال دافع پشه، که یک شی عود مانند و حاوی مواد شیمیایی یا طبیعی است؛ دوددهی فضاهای باز با دستگاهی که دودی کم ضرر و شبیه دود اتومبیل‌های دارای روغن سوزی تولید می‌کند. روش‌های کاربردی‌تر بهره‌گیری از دستگاه‌های دافع (دورکننده) حشرات و جانوران موذی التراسونیک (فراصوت) می‌باشد.